# Awraham Micha’eli
Awraham Micha’eli (hebr.: אברהם מיכאלי, ang.: Avraham Michaeli, ur. 29 marca 1957 w Kulaszi w Imeretii w ZSRR) – izraelski prawnik i polityk, w latach 2006–2015 poseł do Knesetu z listy partii Szas.

## Życiorys
Urodził się 29 marca 1957 w Kulaszi w Imeretii (obecnie Gruzja). Ze Związku Radzieckiego do Izraela wyemigrował 29 czerwca 1971. Służbę wojskową zakończył w stopniu kapitana. Ukończył prawo na Uniwersytecie Bar-Ilana w Ramat Ganie. Po studiach podjął pracę jako adwokat.
W wyborach parlamentarnych w 2006 po raz pierwszy został wybrany posłem. W siedemnastym Knesecie zasiadał w komisjach nauki i technologii; ds. absorpcji imigrantów i diaspory oraz konstytucyjnej, prawa i sprawiedliwości. Był także członkiem kilku podkomisji i komisji specjalnych. W wyborach w 2009 ponownie zdobył mandat poselski, a w Knesecie osiemnastej kadencji zasiadał przewodniczył klubowi parlamentarnemu partii Szas i zasiadał w komisjach budownictwa; konstytucyjnej, prawa i sprawiedliwości; nauki i technologii; ds. absorpcji imigrantów i diaspory oraz pracy, opieki społecznej i zdrowia. W kolejnych wyborach uzyskał reelekcję, a w dziewiętnastym Knesecie zasiadał w czterech komisjach parlamentarnych – w porównaniu do poprzedniej kadencji nie wszedł tylko do komisji pracy, opieki społecznej i zdrowia. W 2015 utracił miejsce w parlamencie.
Oprócz hebrajskiego posługuje się angielskim, rosyjskim i gruzińskim.